# サン・ナッザーロ
サン・ナッザーロ（イタリア語: San Nazzaro）は、イタリア共和国カンパニア州ベネヴェント県にある、人口約900人の基礎自治体（コムーネ）。

## 地理

### 位置・広がり
ベネヴェント県のコムーネ。県都ベネヴェントから南東へ11kmの距離にある。

#### 隣接コムーネ
隣接するコムーネは以下の通り。括弧内のAVはアヴェッリーノ県所属を示す。
- カルヴィ
- モンテフスコ (AV)
- ピエトラデフージ (AV)
- サン・ジョルジョ・デル・サンニオ
- サン・マルティーノ・サンニータ